# Windows Live Spaces
Windows Live Spaces（ウィンドウズ ライブ スペース）は、マイクロソフトがかつて運営・提供していたブログサービス。Windows Live IDを使用したWindows Liveサービスのひとつであった。

## 概要
2004年8月10日、マイクロソフトが前身となるブログサービス『MSN Spaces』（ベータ版）をサービス開始し、同年秋には正式版となった。この『MSN Spaces』は『魔法のiらんど』を運営するティー・オー・エス（後の株式会社魔法のiらんど）と提携し運営していた日本発のサービスであり、当初そのユーザー層は若い携帯電話ユーザーと『Hotmail』や『MSN メッセンジャー』のユーザーの両方が想定されていたが、その想定通りこのサービスはMSN メッセンジャーを介して大きくトラフィックを獲得していった。一方、ティー・オー・エスとの共同運営は2005年11月22日に終了となった。
2006年1月26日には『MSN Spaces』がアフィリエイト重視へと大きくアップデートされたものの、2005年に発表された『Windows Live』構想によって2006年5月9日に『MSN メッセンジャー』の後継となる『Windows Live メッセンジャー』のベータ版が、次いで2006年6月20日にその正式版がリリースされると、2006年8月2日には『MSN Spaces』もSNS機能のある『Windows Live Spaces』へとリニューアルした。
2006年8月11日にはWindows Live Spacesだけでなく他のブログサイトでも使えるブログ編集ソフトウェア『Windows Live Writer』のベータ版がリリースされ、2007年11月6日には『Windows Live』のアップデートに合わせてその正式版がリリースされた。
しかしながらその後は『Windows Live Messenger』などのインスタントメッセンジャーに代わって音声・ビデオチャット中心の『Skype』が台頭し、『Windows Live Spaces』は2010年9月にサービス終了の予告が行われ、次いで2010年12月29日にはWordPressのブログサービスへの移行が推奨され、2011年3月末をもってサービスを終了した。なお2011年5月10日にはマイクロソフトが『Skype』の買収を発表し、その『Skype』が『Windows Live メッセンジャー』の後継となっていった。

## 機能
Windows Live Spacesには以下のような機能があった。

### スペースのカスタマイズ
ガジェットの表示
Windows Live Galleryより入手したガジェットをスペースのメインページに表示できる。
テーマやモジュール、レイアウトなどの編集
自分の好きなテーマや画像などをスペースの背景に設定できる。
アクセス許可
登録した情報の公開レベルを指定できる。
ブログ記事への動画の添付
Flashの動画をブログの記事中に貼り付けることができる。

### 写真についての機能
- 1つのスペースへ毎月500枚までの写真がアップロードできる。
- アップロードされた写真に説明やコメントを付けることができる。

### その他の機能
Amazon アソシエイト
スペースで Amazon アソシエイトを使用すると、購入された金額に対して一定額の報酬を得ることができる。
電子メールでの投稿
携帯電話などから電子メールを使用して、ブログの記事や写真を投稿できる。
アクセス情報
どのサイトを使ってスペースを訪問したか、詳しく参照できる。
ダッシュボード
自分のスペースの状況を簡単に参照できる。
メッセージの送信
自分のメールアドレスを知らせずに相手とのコンタクトをとる。
友人リストの追加
スペースを通して友人をつくることができる。
Windows Live Writerでブログを編集
Windows Live Writerを使ってブログの編集が可能となっている。